# Río Yavarí Mirín
Der Río Yavarí Mirín ist ein etwa 338 km langer linker Nebenfluss des Río Yavarí im Nordosten von Peru in der Region Loreto.

## Flusslauf
Der Río Yavarí Mirín entspringt in einem 200 m hohen Höhenrücken, der zwischen dem Amazonas und dem Río Ucayali im Nordwesten sowie dem Río Yavarí im Südosten verläuft. Das Quellgebiet befindet sich 60 km südöstlich von Nauta im Südwesten des Distrikts Yavarí der Provinz Mariscal Ramón Castilla auf einer Höhe von etwa 170 m. Der Río Yavarí Mirín fließt anfangs in ostnordöstlicher Richtung. Bei Flusskilometer 75 mündet der Río Esperanza von links in den Río Yavarí Mirín. Dieser wendet sich anschließend nach Südosten und mündet auf einer Höhe von etwa 85 m an der brasilianischen Grenze in den Río Yavarí. Bei Flusskilometer 63 befindet sich am rechten Flussufer die Siedlung Nueva Esperanza. Der Río Yavarí Mirín weist ein stark mäandrierendes Verhalten mit zahlreichen Flussschlingen und Altarmen auf.

## Einzugsgebiet
Der Río Yavarí Mirín entwässert ein Areal von 8600 km². Es liegt im Amazonasbecken und erstreckt sich über den Westteil des Distrikts Yavarí. Das Einzugsgebiet des Río Yavarí Mirín grenzt im Norden und im Nordwesten an das des Amazonas, im Südwesten an das des Río Ucayali sowie im Südosten und im Osten an das des Río Yavarí.

## Ökologie
Das Einzugsgebiet oberhalb von Flusskilometer 225 befindet sich im regionalen Schutzgebiet Tamshiyacu Tahuayo. Das gering besiedelte Gebiet ist mit Regenwald bedeckt.